# TRF1
TRF1 (фр. Canon tracté de 155 mm Tr F1, укр. 155-мм буксована гармата F1) — французька 155-мм саморушна гармата. Вироблялася компанією GIAT.
Призначена для оснащення артилерійських полків піхотних та танкових дивізій. Самостійно може пересуватися зі швидкістю 8 км/год. Має напівавтоматичне заряджання.

## Опис
Вперше артилерійська зброя представлена на виставці озброєнь Satory 1979, а потім вона змінила в армії гаубиці Моделі 50.
Транспортування та постачання боєприпасів здійснюються вантажівкою Renault TRM 10000, де, крім артилерійського розрахунку з 7 осіб, розміщується 48 пострілів.
Розрахунок складається з навідника, командира, 2 зарядних (замкових), оператора зарядного пристрою, водія та 2 правильних.

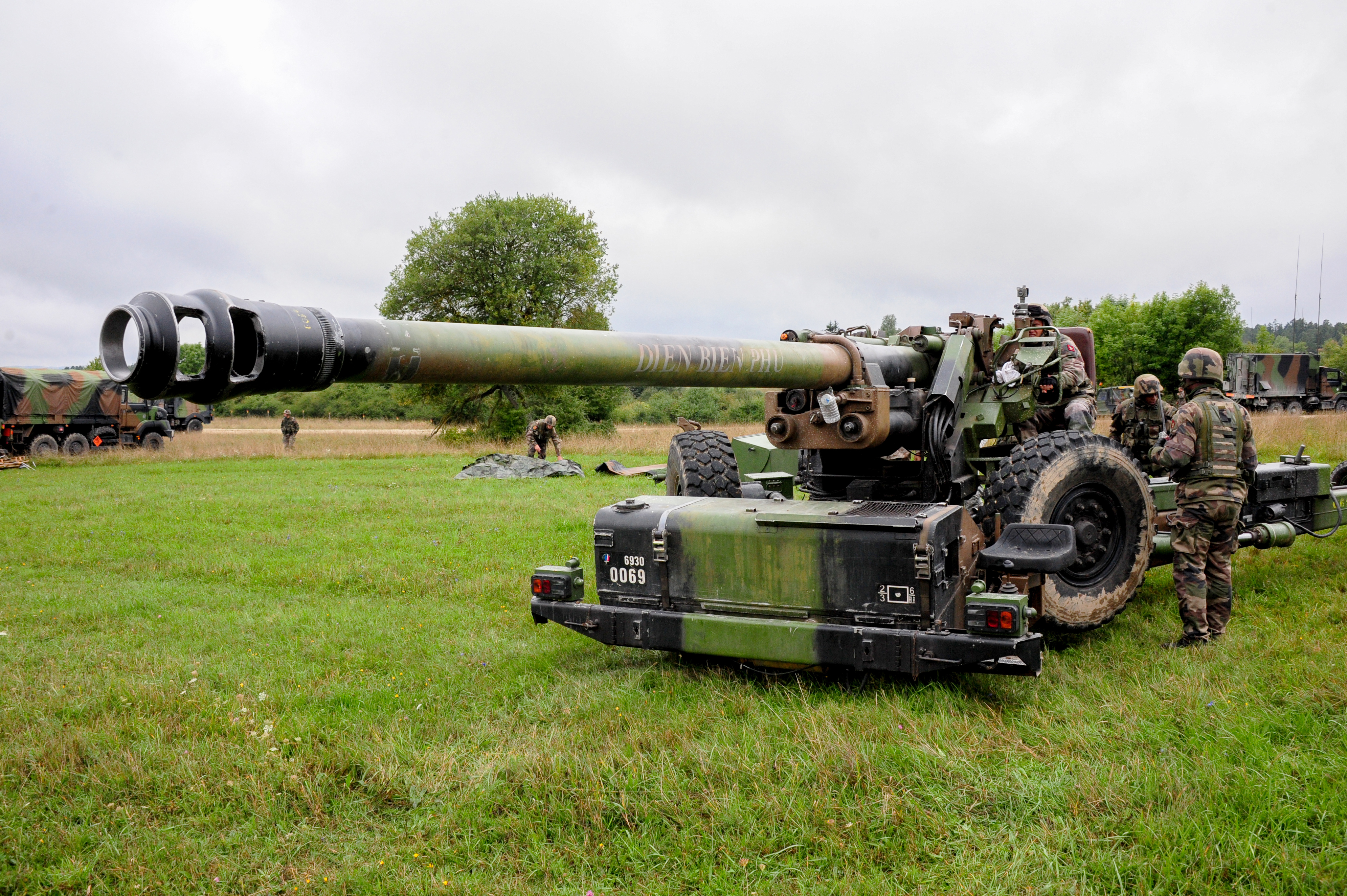

## Тактико-технічні характеристики
- Дальність: 24 км звичайними снарядами, 30 км активно-реактивними снарядами
- Швидкострільність: 6 вистр. /хв.
- Розгортання батареї: <5 хвилин
- Подолання ухилів з кутом 60 % і бродів глибиною 1,2 м.
- Кути горизонтального наведення - 445 міл ліворуч, 675 міл праворуч.
- Наведення зброї гідравлічним пристроєм.

## Виробництво
Виготовлялася гармата Бурзьким арсеналом із 1984 по 1993 рік.

## Оператори

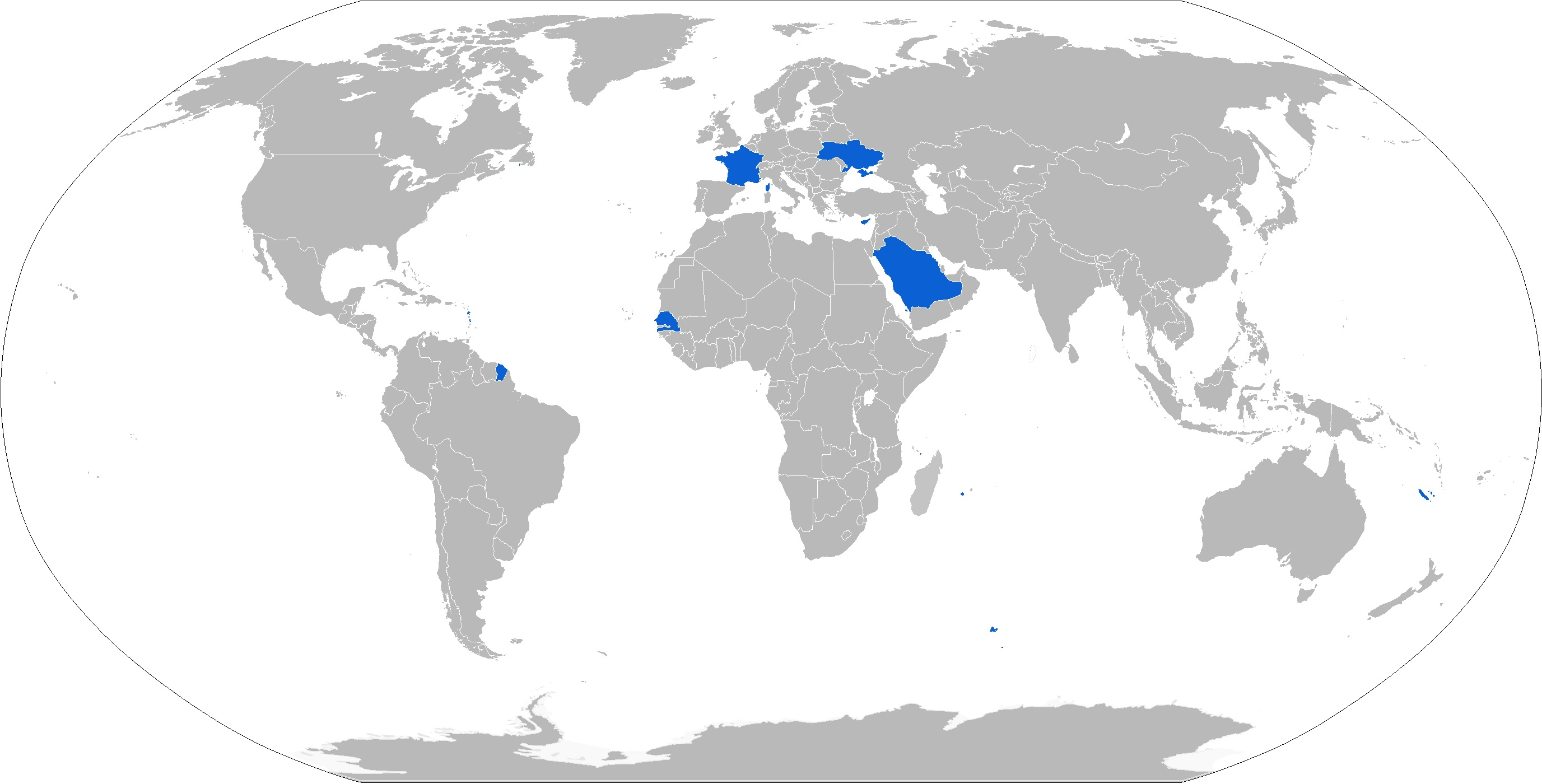
Країни-оператори TRF1

- Україна: 6 гаубиць було передано Францією в 2022 році [3].

### Україна
Формально власником та постачальником TRF1, які були передані ЗСУ, виступає приватна французька компанія S2M-Equipment. Але сам процес відновлення та передачі гаубиць Україні відбувається під контролем Міноборони Франції.
За показником максимальної дальності стрільби активно-реактивним снарядом гаубиці TRF1 дещо переважають причіпні 152-мм гаубиці 2А65 «Мста-Б» — до 30 км проти 28 км відповідно.
28 серпня 2023 року TRF1 було офіційно прийнято на озброєння Збройних Сил України.

### Франція
Загалом до французької армії поставлено 105 зразків TRF1. Гармата стала на озброєння 11-го артилерійського полку морської піхоти та 68-го артилерійського полку (68 e regiment d'artillerie) у 1989—1990 роках. 16 гармат 11-го апм взяли участь у Війні в Затоці у складі експедиційної Дивізії «Даге» (Division Daguet).
На 2013 рік гарматою були озброєні:
- 3-й артилерійський полк морської піхоти (3 e regiment d'artillerie de marine);
- 5-й заморський (експедиційний) загальновійськовий полк (5 e regiment interarmes d'outre-mer);
- 11-й артилерійський полк морської піхоти (11 e regiment d'artillerie de marine);
- 35-й парашутно-десантний артилерійський полк (35 e regiment d'artillerie parachutiste);
- 93-й гірський артилерійський полк (93 e regiment d'artillerie de montagne)[6].

На зміну TRF1 Франція виготовляє самохідні артилерійські установки CAESAR. Останні гаубиці були зняті з озброєння у квітні 2022 р. 